# Сердечник луковичный
Серде́чник лу́ковичный (лат. Cardámine bulbífera) — многолетнее растение семейства Капустные до 70 см высоты; растёт в тенистых лесах и кустарниках. Иногда встречается под устаревшими синонимичным названиями зубя́нка луковичная, зубянка клубеньконосная (Dentária bulbifera).

## Ботаническое описание
Многолетнее травянистое растение, 30—70 см высотой, с ползучим мясистым корневищем, покрытым мясистыми чешуйками. Стебель прямостоячий. Стеблевые листья очередные: нижние — черешковые, непарноперисторассечённые, с 2—3 парами листочков; верхние — сидячие, тройчаторассечённые или цельные.
Цветки светло-фиолетовые, розовые или почти белые, длиной в 1—1,5 см, собраны в щитковидные немногоцветковые кисти. Плоды — косо вверх направленные стручки длиной до 3,5 см. В пазухах верхних листьев и в соцветии содержатся блестящие чёрные органы вегетативного размножения — луковички. Цветёт в апреле-мае.
Размножается семенами, частями корневища и луковичками.

## Распространение и экология
Растёт в тенистых широколиственных лесах в Карпатах, на Полесье, в Лесостепи, в Крыму. Вид включен в ботанический атлас растений Ленинградской области.

## Охранный статус
Сердечник луговой занесён в красный список Харьковской области и в красные книги Беларуси, Латвии, субъектов России:
- Белгородская область
- Калининградская область
- Калужская область (охраняется в заповеднике «Калужские засеки» и национальном парке «Угра»)[2]
- Курская область (памятник природы «Урочище „Горналь“»)[3]
- Ленинградская область
- Московская область (заказник «Березово-липовые леса с зубянкой луковичной»)[4]
- Псковская область (вероятно исчезнувший вид)[5]
- Санкт-Петербург (памятник природы «Комаровский берег»)[6]
- Смоленская область
- Тверская область[7]
- Тульская область

## Классификация

### Таксономия[8]
Cardamine bulbifera Crantz, 1769, Cl. Crucif. Emend. : 127
Вид Сердечник луковичный относится к роду Сердечник семейства Капустные (Brassicaceae) порядка Капустоцветные (Brassicales). Кладограмма в соответствии с Системой APG IV по состоянию на июнь 2023 года:
|  |                                      |  |                                   |                                   |                     |  | ещё 16 семейств | ещё 16 семейств |                      |  |  |  | еще 252 подтвержденных вида и 55 видов, ожидающих подтверждения |
|  |                                      |  |                                   |                                   |                     |  | ещё 16 семейств | ещё 16 семейств |                      |  |  |  | еще 252 подтвержденных вида и 55 видов, ожидающих подтверждения |
|  |                                      |  |                                   | порядок Капустоцветные            |                     |  |                 |                 | род Сердечник        |  |  |  |                                                                 |
|  |                                      |  |                                   | порядок Капустоцветные            |                     |  |                 |                 | род Сердечник        |  |  |  |                                                                 |
|  | отдел Цветковые, или Покрытосеменные |  |                                   |                                   | семейство Капустные |  |                 |                 | Сердечник луковичный |  |  |  |                                                                 |
|  | отдел Цветковые, или Покрытосеменные |  |                                   |                                   | семейство Капустные |  |                 |                 |                      |  |  |  |                                                                 |
|  |                                      |  | ещё 63 порядка цветковых растений | ещё 63 порядка цветковых растений |                     |  |                 | ещё 354 рода    | ещё 354 рода         |  |  |  |                                                                 |
|  |                                      |  |                                   | ещё 63 порядка цветковых растений |                     |  |                 |                 | ещё 354 рода         |  |  |  |                                                                 |

#### Синонимы
- Cardamine bulbifera f. integra O.E.Schulz
- Cardamine bulbifera f. ptarmicifolia (DC.)  O.E.Schulz
- Cardamine bulbifera f. ptarmicifolia (DC.)  Jovan.-Dunj.
- Cardamine bulbifera var. pilosa (Waisb.)  O.E.Schulz
- Crucifera bulbifera  E.H.L.Krause
- Dentaria bulbifera  L.